# لوئیجی سرونتی
لوئیجی سِـروِنتی (ایتالیایی: Luigi Serventi؛ ‏ ۳۱ ژوئیهٔ ۱۸۸۵ – ۱۸ اوت ۱۹۷۶) بازیگر اهل ایتالیا بود.
از فیلم‌هایی که وی در آن نقش داشته‌است، می‌توان به رشک اشاره کرد.